# Тони Шалуб
Антъни Маркъс „Тони“ Шалу̀б (на английски: Anthony Marcus "Tony" Shalhoub) (роден на 9 октомври 1953 г.) е американски актьор. Телевизионните му роли включват тези на Антонио Скарпачи в „Криле“ и Ейдриън Монк в сериала „Монк“, за който печели три награди Еми и един Златен глобус. Участва и във филми като „Деца шпиони“, „Мъже в черно“, „Мъже в черно 2“, „Галактическа мисия“, „Гатака“, „Колите“ и „Колите 2“. През 2023 г. Тони Шалуб заснема филма „Последният случай на г-н Монк“, който е продължение на сериала „Монк“.

## Личен живот
Женен е за актрисата Брук Адамс от 1992 г. По времето на сватбата им тя вече има осиновена дъщеря на име Джоси Лин (р. 1989), която Шалуб също осиновява. През 1994 г. те осиновяват втора дъщеря – Софи (р. 1993).